# Holmfors

Holmfors är en liten by vid Vindelälven i Sorsele kommun. Det är en gammal vägknut där länsväg 370 möter länsväg 363. I maj 2016 fanns det enligt Ratsit en person över 16 år registrerad under ortsnamnet Holmfors. Holmfors var under 1900-talets början en Skjutsstation där resande kunde byta hästar för skjutsar samt att det fanns även möjlighet till mat och husrum.